# Hannah Montana: Live in London
Hannah Montana: Live in London는 한나 몬타나의 콘서트이다. 2007년 3월 28일 영국 잉글랜드 런던 코코 클럽에서 열렸다. 2007년 7월 16일 디즈니 XD를 통해 방영되었다.

## 세트 리스트
1. "Life's What You Make It"
2. "Nobody's Perfect"
3. "Make Some Noise"
4. "Pumpin' Up the Party"
5. "The Best of Both Worlds"